# Callicostellopsis
Callicostellopsis là một chi rêu trong họ Pilotrichaceae.